# أرئيل براور
أرئيل براور (بالألمانية: Arik Brauer)‏ هو مغني ورسام ومهندس معماري وفنان ومصمم وشاعر نمساوي، ولد في 4 يناير 1929 في فيينا في النمسا.

## وصلات خارجية
- الموقع الرسمي
- أرئيل براور على موقع IMDb (الإنجليزية)
- أرئيل براور على موقع مونزينجر (الألمانية)
- أرئيل براور على موقع ميوزك برينز (الإنجليزية)
- أرئيل براور على موقع ديسكوغز (الإنجليزية)
- أرئيل براور على موقع قاعدة بيانات الفيلم (الإنجليزية)
- أرئيل براور على موقع كينوبويسك (الروسية)